# Showgirl: The Greatest Hits Tour
Showgirl: The Greatest Hits Tour Kylie Minogue ausztrál énekesnő nyolcadik koncertturnéja, melyen 2004-es válogatásalbumát, az Ultimate Kylie-t népszerűsítette. 2005 márciusától több mint 30 koncertet rendeztek Európában.

## Számlista
Act 1: Showgirl
1. „Better the Devil You Know”
2. „In Your Eyes”
3. „Giving You Up”
4. „On a Night Like This”

Act 2: Smiley Kylie
1. „Shocked”
2. „What Do I Have to Do”
3. „Spinning Around”

Act 3: Denial
1. „In Denial” (virtuális duett Neil Tennant-rel)
2. „Je Ne Sais Pas Pourquoi”
3. „Confide in Me”

Act 4: What Kylie Wants, Kylie Gets
1. „Red Blooded Woman”
2. „Slow”
3. „Please Stay”

Act 5: Dreams
1. „Over the Rainbow”
2. „Come into My World”
3. „Chocolate”
4. „I Believe in You”
5. „Dreams”

Act 6: Kylesque
1. „Hand on Your Heart”
2. „The Loco-Motion”
3. „I Should Be So Lucky”
4. „Your Disco Needs You”

Act 7: Minx in Space
1. „Put Yourself in My Place”
2. „Can’t Get You Out of My Head”

Encore
1. „Especially for You”
2. „Love at First Sight”

## Turné dátumok
| Dátum             | Város      | Ország             | Helyszín                      |
| Európa            | Európa     | Európa             | Európa                        |
| ----------------- | ---------- | ------------------ | ----------------------------- |
| 2005. március 19. | Glasgow    | Egyesült Királyság | SEC Centre                    |
| 2005. március 20. | Glasgow    | Egyesült Királyság | SEC Centre                    |
| 2005. március 22. | Glasgow    | Egyesült Királyság | SEC Centre                    |
| 2005. március 23. | Glasgow    | Egyesült Királyság | SEC Centre                    |
| 2005. március 24. | Glasgow    | Egyesült Királyság | SEC Centre                    |
| 2005. március 26. | Párizs     | Franciaország      | Zénith de Paris               |
| 2005. március 27. | Rotterdam  | Hollandia          | Ahoy Rotterdam                |
| 2005. március 28. | Antwerpen  | Belgium            | Sportpaleis                   |
| 2005. március 30. | Bécs       | Ausztria           | Wiener Stadthalle             |
| 2005. március 31. | München    | Németország        | Olympiahalle                  |
| 2005. április 1.  | Bázel      | Svájc              | St. Jakobshalle               |
| 2005. április 3.  | Aalborg    | Dánia              | Gigantium                     |
| 2005. április 4.  | Hamburg    | Németország        | Color Line Arena              |
| 2005. április 5.  | Köln       | Németország        | Lanxess Arena                 |
| 2005. április 7.  | Dublin     | Írország           | Point Theatre                 |
| 2005. április 8.  | Dublin     | Írország           | Point Theatre                 |
| 2005. április 9.  | Dublin     | Írország           | Point Theatre                 |
| 2005. április 11. | Dublin     | Írország           | Point Theatre                 |
| 2005. április 12. | Dublin     | Írország           | Point Theatre                 |
| 2005. április 15. | Birmingham | Egyesült Királyság | Genting Arena                 |
| 2005. április 16. | Birmingham | Egyesült Királyság | Genting Arena                 |
| 2005. április 17. | Birmingham | Egyesült Királyság | Genting Arena                 |
| 2005. április 19. | Birmingham | Egyesült Királyság | Genting Arena                 |
| 2005. április 20. | Birmingham | Egyesült Királyság | Genting Arena                 |
| 2005. április 21. | Birmingham | Egyesült Királyság | Genting Arena                 |
| 2005. április 23. | Manchester | Egyesült Királyság | Manchester Evening News Arena |
| 2005. április 24. | Manchester | Egyesült Királyság | Manchester Evening News Arena |
| 2005. április 26. | Manchester | Egyesült Királyság | Manchester Evening News Arena |
| 2005. április 27. | Manchester | Egyesült Királyság | Manchester Evening News Arena |
| 2005. április 28. | Manchester | Egyesült Királyság | Manchester Evening News Arena |
| 2005. április 30. | London     | Egyesült Királyság | Earls Court Exhibition Centre |
| 2005. május 1.    | London     | Egyesült Királyság | Earls Court Exhibition Centre |
| 2005. május 2.    | London     | Egyesült Királyság | Earls Court Exhibition Centre |
| 2005. május 4.    | London     | Egyesült Királyság | Earls Court Exhibition Centre |
| 2005. május 5.    | London     | Egyesült Királyság | Earls Court Exhibition Centre |
| 2005. május 6.    | London     | Egyesült Királyság | Earls Court Exhibition Centre |
| 2005. május 7.    | London     | Egyesült Királyság | Earls Court Exhibition Centre |